# Mike Azira
Micheal Azira (Kampala, Uganda, 22 de agosto de 1987) es un futbolista ugandés. Juega de centrocampista en el New Mexico United de la USL Championship.

## Selección nacional
Ha sido internacional con la selección de Uganda en 16 ocasiones.

## Clubes
| Club                   | País           | Año       |
| ---------------------- | -------------- | --------- |
| Mississippi Brilla     | Estados Unidos | 2010-2012 |
| Charleston Battery     | Estados Unidos | 2012-2014 |
| Seattle Sounders F. C. | Estados Unidos | 2014-2015 |
| Colorado Rapids        | Estados Unidos | 2015-2018 |
| Montreal Impact        | Canadá         | 2018-2019 |
| Chicago Fire           | Estados Unidos | 2019-2020 |
| New Mexico United      | Estados Unidos | 2021-     |